# Roquefort (kaas)
Roquefort AOP is een Franse blauwschimmelkaas, genoemd naar het dorp Roquefort-sur-Soulzon in de Aveyron.
Het is een schapenkaas, waarvan de naam sinds 1925 beschermd is: alleen kaas uit (de buurt van) Roquefort mag zo genoemd worden.
De roquefort is een rauwmelkse kaas die al heel lang gemaakt wordt en wordt de 'koning onder de blauwaderkazen' genoemd. Al in de Romeinse tijd, in 79 n.Chr. maakt Plinius melding van de kaas uit de omgeving van de Mont Lazare, oftewel de Roquefort-regio. Hij is een van de 44 Franse kazen die het roodgele Europese AOC/AOP-keurmerk, dat sinds januari 2012 het AOC-label vervangt, mogen voeren.

## Bereiding
De lactatie-periode van de schapen is van december tot juli. Ze geven aanvankelijk zo'n 2-3 liter per dag, maar gemiddeld komt het uit op zo'n 200 liter per 200 dagen. Per kaas van 2,9 kilo is er ongeveer 12,5 liter melk nodig.
De roquefort wordt volgens een vast procedé gemaakt. De rijpingstijd van de kaas is drie tot tien maanden.
De melk wordt bij ontvangst verwarmd tot een temperatuur van 32° Celsius, waarna een schimmel toegevoegd wordt, de Penicillium roqueforti. De melk wordt in grote vaten gedaan, waarin de stremming plaatsvindt. De wrongel wordt vervolgens onder druk gebracht en in vormen geperst. Na ongeveer 10 dagen is de kaas klaar voor de rijping.
De rijping van de kaas vindt vanouds plaats in de grotten van Roquefort. Elk van de grotten - met een temperatuur van zo ongeveer 10°C - kent een eigen microklimaat, met als gevolg dat het rijpingsproces per grot kan verschillen. De kazen rijpen op planken in de grot.
Gedurende de rijping wordt de kaas met naalden doorstoken. Hierdoor verdwijnt de door gisting ontstane koolstofdioxide en komt er lucht in de aderen, waardoor de blauwe schimmel zich kan ontwikkelen. Vanaf de buitenkant trekt het daar aangebrachte zout in een periode van een aantal weken naar binnen, de kaas in. Na deze periode volgt nog een langzame rijpingsperiode, waarvoor de kaas in folie verpakt wordt. Traditioneel was dit tinfolie, deze folie is vervangen door aluminiumfolie vanwege de geringere toxiciteit.
Roquefort wordt door slechts zeven bedrijven gemaakt.

## Les cabanières
De cabanières kregen deze naam omdat zij in vroeger tijden in hutjes, "cabanes", bij de ingang van de grot sliepen. Later werden de hutjes vervangen door slaapzalen en luxe bedden, onder toezicht van zusters.

Het werk van de cabanières, het ompakken van de rijpende kazen, wordt van oudsher alleen door vrouwen uitgevoerd.

## Keurmerk
De AOC-keur (Appellation d'Origine Côntrolée) uit 1919 garandeert de afkomst van de kaas.
De eisen die aan de kaas gesteld worden, wil het een AOC roquefort zijn:
- De kaas komt uit de omgeving van Roquefort.
- De kaas is gemaakt van de volle schapenmelk van schapen van het Lacaune-ras.
- De schapen worden op traditionele wijze gehouden: ze eten gras en granen uit de streek.
- De kazen zijn gemaakt en rijpen in de grotten van Roquefort sur Soulzon.

Voorheen was het zo dat de schapen gehouden werden op de kalkgronden vlak bij Roquefort. Dat gebied is nu uitgebreid, maar de eisen die aan de schapen gesteld worden blijven hoog. Het gebied omvat de kalk-hoogvlakten van de Aveyron, de Tarn, de Lozère en een deel van de Hérault.
In 1996 is het AOC-kenmerk vervangen door het AOP-kenmerk (Appellation d'Origine Protégée). AOP is de Europese voortzetting van het Franse AOC-kenmerk.